# Ariel (detergente)
Ariel es una marca europea de detergente para ropa desarrollada por P&G European Technology Centre con sede en Bélgica, siendo uno de los primeros ejemplos de la marca paneuropea de productos de consumo lanzada en varios mercados entre 1967 y 1969. La marca Ariel ® es propiedad de la multinacional estadounidense  Procter & Gamble y ha crecido hasta convertirse en una de las marcas de lavandería más reconocidas en muchos mercados de todo el mundo.
Ariel es la marca insignia de lavandería de Procter & Gamble en todo su mercado original en Europa y se ha convertido en una marca líder en muchos otros países, incluidos: Turquía, China, Japón, Sudáfrica, Filipinas, India, Pakistán, Myanmar, Colombia, Argentina, Brasil, México, Chile, Perú, Ecuador, Puerto Rico y Venezuela.
La versión mexicana de Ariel también suele estar disponible para Estados Unidos.
Los productos europeos de Ariel son generalmente idénticos, pero fuera de Europa las formulaciones pueden variar para adaptarse a los mercados locales.
La marca ocupa una posición de mercado similar a Tide, la marca de lavandería prémium de P&G en Estados Unidos y Canadá.  Muchos de estos productos ahora comparten tecnologías y formatos similares, incluidos los pods 3 en 1 de varios compartimentos.

## Historia
Ariel comenzó a aparecer en Alemania y en varios otros mercados de Europa continental en 1967 y apareció por primera vez en el Reino Unido en 1969[cita requerida] y fue el primer detergente con enzimas quitamanchas.
La versión del Reino Unido era inicialmente un polvo de alta espuma diseñado para lavadoras de doble tina y de carga superior, que eran dominantes en ese momento.  En ese momento, P&G UK comercializaba "Low Suds Bold Automatic" para los usuarios de máquinas automáticas de carga frontal, que todavía eran un producto de nicho.  A medida que la popularidad de las máquinas automáticas de carga frontal creció y se convirtieron en el tipo de lavadora dominante en el Reino Unido, a principios de la década de 1980 se lanzó finalmente una variante adecuada de baja espuma "Ariel Automatic", que alineó el Reino Unido con varias otras.  Los mercados europeos y el reposicionamiento de Ariel como detergente de carga frontal. En Venezuela se le conoció como Ariel Bajespuma.
A mediados de los ochenta surgieron nuevos formatos y la gama Ariel se expandió para abarcar el detergente líquido y el polvo compacto.
El polvo compacto se conocía originalmente como "Ariel Ultra";  y posteriormente fue reformulado en los noventa como "Ariel Futur".  Los polvos compactos, si bien son populares en otras partes de Europa, los polvos nunca ganaron terreno en el Reino Unido, por lo que cuando apareció la variante de tableta en julio de 1999, la versión compacta desapareció.
El lanzamiento de Ariel Ultra coincidió con muchos otros lanzamientos de detergentes compactos en Europa, cuyo objetivo era reducir el impacto ambiental al reducir los costos de embalaje y transporte, al mismo tiempo que eran más fáciles de almacenar y más convenientes para los usuarios.  También coincidió con el lanzamiento de  Lever del finalmente condenado "Persil Power", que se vio dañar la ropa y fue reemplazado por Persil Micro.  Ariel lanzó liquitabs en 2001.
En 2003, Ariel destacó su acción de lavado rápido en sus detergentes, para permitir que los consumidores pudieran lavar su ropa en un ciclo de lavado rápido.
En 2005, Ariel lanzó una campaña publicitaria en el Reino Unido con la estrella del tenis Tim Henman y el novato de tenis Daniel Stuart Stanton.  El anuncio se transmitió durante 2 meses en todo el Reino Unido. [cita requerida]
Ariel renombró sus liquitabs como Pods en 2013. Inicialmente eran Pods 3 in 1, sin embargo, en 2020, las cápsulas se cambiaron a todo en uno.

## Presentaciones
- Ariel Regular
- Ariel Automatic/Bajespuma (espuma controlada para lavadoras de carga frontal).
- Ariel Ultra/Futur (concentrado)
- Ariel Doble Poder (reforzado)
- Ariel sin aroma
- Ariel con Downy (con suavizante)
- Ariel líquido